# Platarctia
Platarctia is een geslacht van vlinders van de familie spinneruilen (Erebidae), uit de onderfamilie Arctiinae.

## Soorten
- P. ornata Staudinger, 1896
- P. parthenos Harris, 1850
- P. souliei Oberthür, 1911